# 秋海棠
秋海棠（学名：Begonia grandis），又名八香、无名断肠草、无名相思草（本草拾遗），是秋海棠科秋海棠属的植物。

## 形态
多年生草本。茎直立光滑；卵形叶，基部斜心形，下面红色；秋季开淡红色花，雌雄同株且異花；蒴果有三大翅。

## 分布
原产中国大陆，在朝鲜半岛和日本归化。由于其耐寒性强，欧美国家也引种作花园植物栽培。

## 圖示

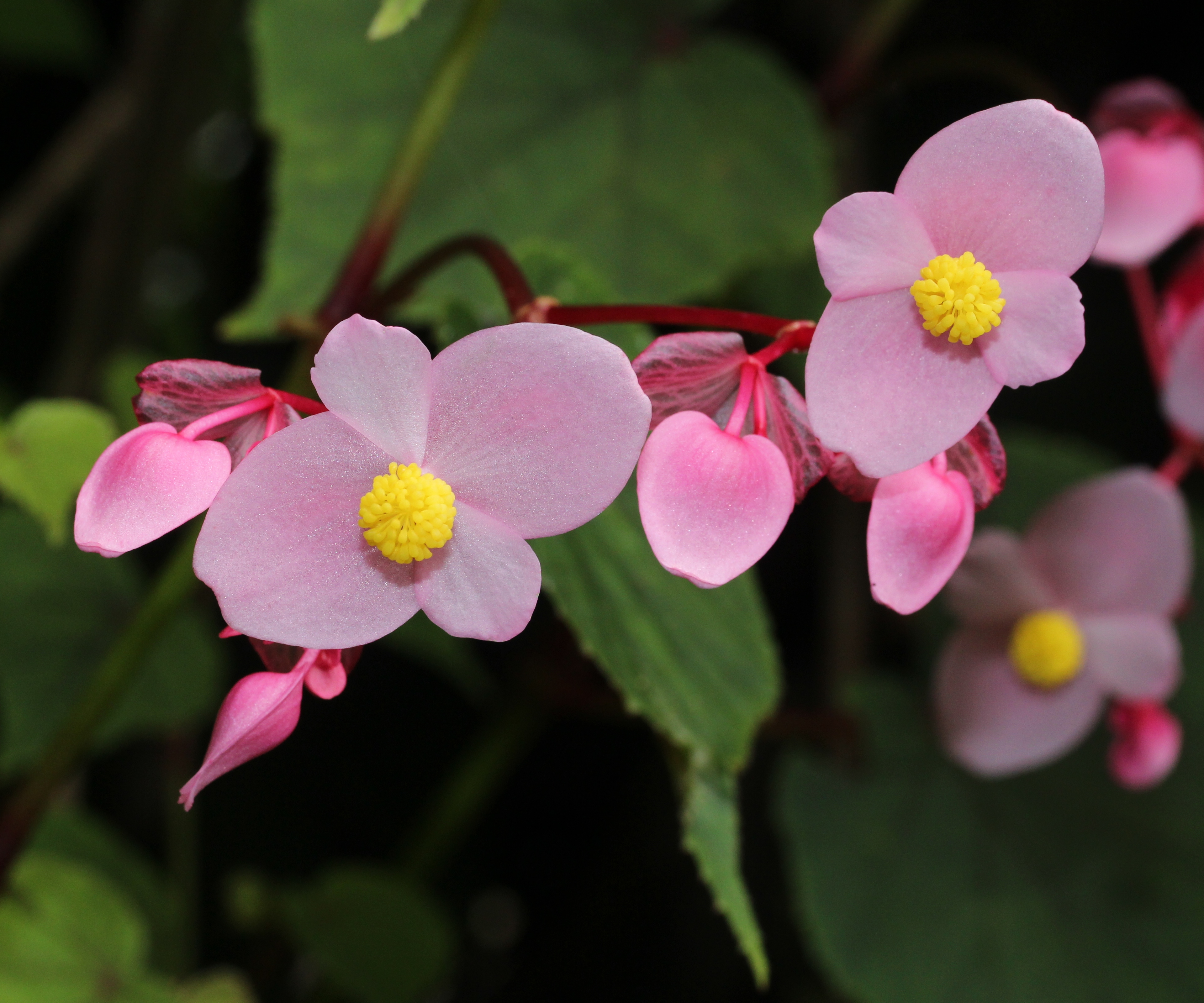
雄花
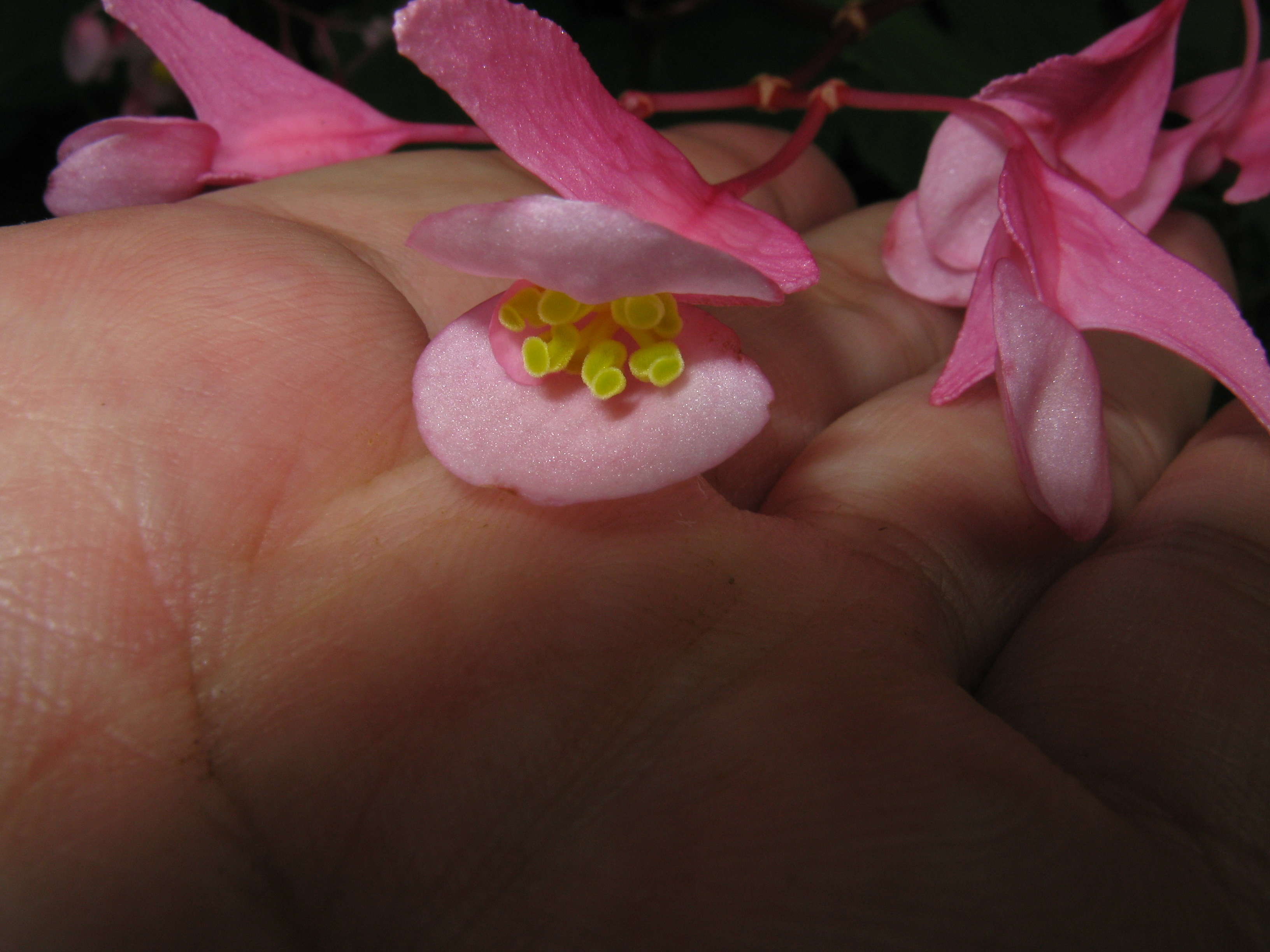
雌花
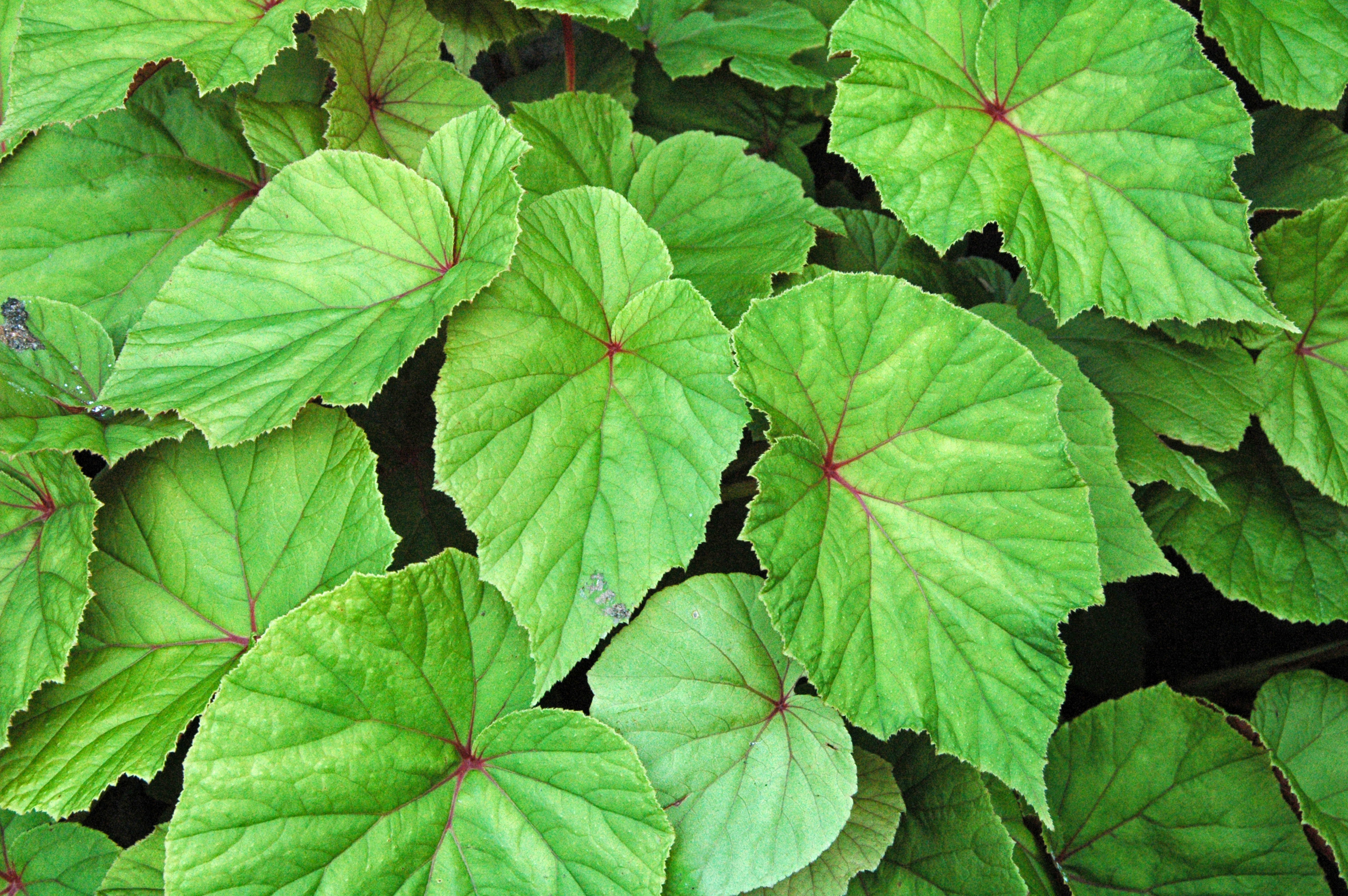
叶
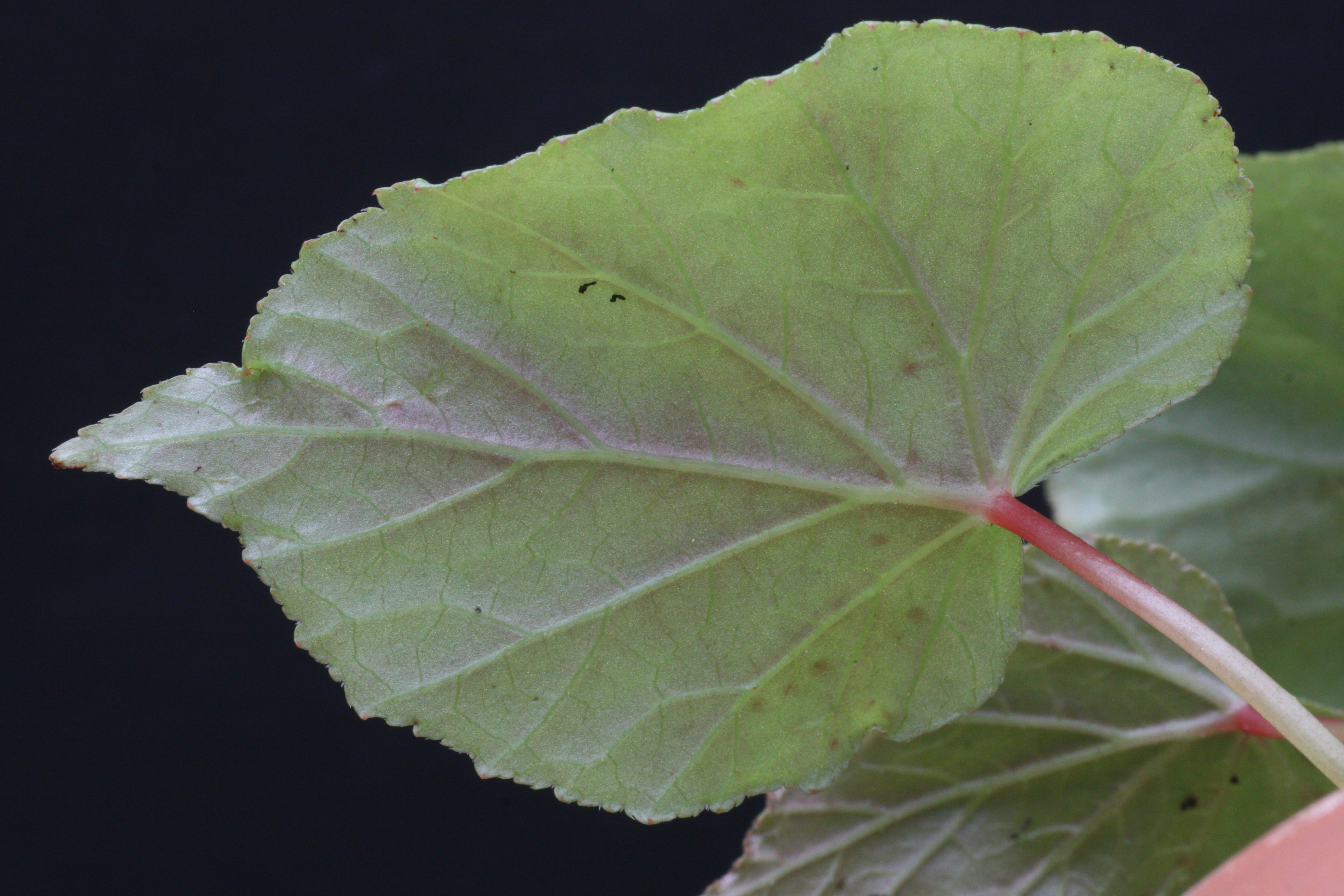
叶背

## 政治文化影響
原中華民國公告疆域行政區劃版圖，形狀似秋海棠葉，故被人稱之為秋海棠。

## 延伸阅读
[在维基数据编辑]
 《植物名實圖考·秋海棠》，出自吳其濬《植物名實圖考》